# Aisuluu Tynybekova
Aisuluu Tynybekova, née le 4 mai 1993, est une lutteuse kirghize, concourant en catégorie des moins de 58 kg.

## Carrière
En 2016, lors des Jeux olympiques de Rio, elle échoue à décrocher une médaille, battue 8-5 dans le match pour la médaille de bronze par l'indienne Sakshi Malik, alors qu'elle menait 5-0 . Elle se classe finalement 5e.
L'année 2017 est plus fructueuse pour elle puisque, après avoir remporté le titre aux championnats d'Asie, à New Delhi, elle décroche également une médaille de bronze aux championnats du monde à Paris.

## Palmarès

### Jeux olympiques
- Médaille de bronze en lutte libre dans la catégorie des moins de 62kg en 2024 à Paris
- Médaille d'argent en lutte libre dans la catégorie des moins de 58 kg en 2021 à Tokyo
- 5e en lutte libre dans la catégorie des moins de 58 kg en 2016 à Rio de Janeiro
- 13e en lutte libre dans la catégorie des moins de 63 kg en 2012 à Londres

### Championnats du monde
- Médaille de bronze en lutte libre dans la catégorie des moins de 58 kg en 2017 à Paris

### Championnats d'Asie
- Médaille d'or en lutte libre dans la catégorie des moins de 58 kg en 2017 à New Delhi
- Médaille d'or en lutte libre dans la catégorie des moins de 58 kg en 2016 à Bangkok
- Médaille d'argent en lutte libre dans la catégorie des moins de 58 kg en 2015 à Doha
- Médaille d'argent en lutte libre dans la catégorie des moins de 60 kg en 2014 à Almaty
- Médaille de bronze en lutte libre dans la catégorie des moins de 59 kg en 2013 à New Delhi

### Jeux asiatiques
- Médaille de bronze en lutte libre dans la catégorie des moins de 55 kg en 2014 à Incheon

### Jeux asiatiques en salle
- Médaille d'argent en lutte libre dans la catégorie des moins de 58 kg en 2017 à Achgabat

### Jeux de la solidarité islamique
- Médaille d'or en lutte libre dans la catégorie des moins de 58 kg en 2017 à Bakou

### Universiade
- Médaille de bronze en lutte libre dans la catégorie des moins de 59 kg en 2013 à Kazan